# 関口アナン
関口 アナン（せきぐち アナン、1988年9月17日 - ）は、日本の俳優。本名および旧芸名、関口 アナム。
東京都出身。武蔵野美術大学造形学部映像学科卒業。ボックスコーポレーション所属。父は写真家の関口照生、母は女優の竹下景子。兄は俳優の関口まなと。

## 略歴
写真家・関口照生と女優・竹下景子の間に次男として誕生。小学校・中学校時代は芸能活動と無縁な日々を送る。佼成学園に進学して武蔵野美術大学のデザイン学科を志望するものの受験に失敗し、合格した同大学の映像学科へと進学。大学で仲間と作品作りに取り組む中で映像の魅力に気づいてその虜となり、俳優を目指す意志を固める。大学卒業後は、「英語は絶対必要になるから学んでおけ」との関口家の教育方針からイギリス・ロンドンへ2年間の留学。帰国して初めて両親に俳優になることを告白し、裏方を目指していると思っていた両親は驚いたという。
留学から帰国後ボックスコーポレーションに所属して俳優として活動を開始し、日本テレビ系『○○妻』（2015年1月期）内の劇中CMが初仕事となった。翌2016年4月期のフジテレビ系『僕のヤバイ妻』で連続ドラマに初レギュラー出演を果たす。2018年夏公開の映画『一人の息子』で母・竹下景子と初共演を果たす。
2019年3月4日放送のTBS系『中居くん決めて!』出演を機に芸名表記を「関口 アナン」へと改める。
2024年４月4日放送のTBS系『プレバト!!』では水彩画で初出演し、一発特待生となる。

## 人物
趣味は映画鑑賞、喫茶店探し、旅行、酸辣湯。
特技は英会話（IELTSスコア 7.0)、映像編集、アコースティックギター、エレキギター。
非公式だが、家族は本名の下の名前は「アナム」ではなく「アナン」と呼ぶ。名前の由来は父・関口照生が好きだという仏陀（ブッダ）の一番弟子・阿難（アーナンダ）から。本来の表記は「アナン」であるが、「表記はムのほうがカッコイイだろ」との理由から「アナム」と名付けられたという。前述の通り、後に芸名の表記を「アナン」に変更した。

## 出演

### テレビドラマ
- 私たちがプロポーズされないのには、101の理由があってだな（2014年12月2日、LaLa TV）
- ○○妻 第2話（2015年1月21日、日本テレビ） - 劇中CM
- 金曜ロードSHOW 磁石男2015（2015年9月18日、日本テレビ） - 細川 役
- 5→9〜私に恋したお坊さん〜（2015年10月、フジテレビ） - ELA生徒 役
- 僕のヤバイ妻（2016年4月 - 6月、フジテレビ） - 熊谷司 役[5]
- グーグーだって猫である2 -good good the fortune cat- 第3話（2016年6月25日、WOWOW）
- 幸せなら手をたたこう 〜名曲誕生の知られざる物語〜（2016年7月31日、NHK BS1）
- ドラマスペシャル 巨悪は眠らせない 特捜検事の逆襲（2016年10月5日、テレビ東京）
- 水曜ミステリー9 烈火 警視庁強行犯 樋口顕（2016年12月21日、テレビ東京）
- 山本周五郎時代劇 武士の魂 第四話（2017年5月16日、テレビ東京）
- コード・ブルー -ドクターヘリ緊急救命- 第6回（2017年8月21日、フジテレビ） - 山口匠 役
- やすらぎの刻〜道（2019年4月 - 、テレビ朝日） - ニキビ（甲田正之） 役
- おしい刑事 第1回（2019年5月5日、NHK BSプレミアム） ‐ 久松佑三 役
- 大河ドラマ いだてん〜東京オリムピック噺〜（2019年、NHK） - 淡野徹 役
- M 愛すべき人がいて（2020年4月 - 、テレビ朝日）
- 連続テレビ小説 エール 第60回（2020年6月19日、NHK） - 利彦 役
- 婚活探偵 第4話（2022年1月29日、BSテレ東） - 小林 役
- 孤独のグルメ Season10 第2話 （2022年10月15日、テレビ東京）- 日本人先輩客 役
- すっぴんヒーロー（2024年２月24日、TBS） - ヨシオ 役
- 大河ドラマ 光る君へ（2024年、NHK） - 役人 役
- 私の町の千葉くんは。（2024年10月10日 - 12月26日、テレビ東京） - 山内格 役[11]

### 配信ドラマ
- THE LAST COP/ラストコップ #4 前編（2015年7月3日配信、Hulu[注 2]）
- 臨床犯罪学者 火村英生の推理 another story1（2016年3月20日配信、Hulu）
- ユーチューバーササヤマの”青汁チャレンジ”（2018年7月 - 、YouTube） - ササヤマ 役
- Netflix「全裸監督 season1」（2019年8月8日〜）#7　監督 役
- Netflix「今際の国のアリス season2」（2022年12月22日〜）#3　加藤 役

### 映画
- U-31（2016年8月27日、トキメディアワークス） - コーチ 役
- 一人の息子（2018年7月7日、セブンフィルム/トキメディアワークス） - ササヤマ 役[12]。
- 渋谷シャドウ（2019年11月18日、セブンフィルム） - 外人 役[13]。
- ドーナツもり（2022年） - ユータ 役
- [窓] MADO（2022年12月16日、towaie）[14]
- 釜石ラーメン物語（2023年7月8日、ムービー・アクト・プロジェクト）[15]
- ロストサマー（2023年10月13日、889FILM）[16]

### 舞台
- 『十二人の怒れる男』（2022年5月、本多劇場）- 陪審員5号 役
- 『グッドラック、ハリウッド』（2023年3月、本多劇場）- デニス・プラット 役
- シリーズ光景-ここから先へと- Vol.3『消えていくなら朝』（2025年7月、新国立劇場 小劇場） - 羽田定男 役[17]
- 『Crash』（2025年2月12日 - 16日、シアター711）[18]

### CM
- 日本人形協会
- 第一三共ヘルスケア
- HEARTH STONE
- パナソニック
- HONDA

### Vシネマ
- ソタイ 〜組織犯罪対策部vs反社会勢力〜（2020年9月） - 黒龍会幹部 水原考也
- ソタイ2 〜組織犯罪対策部vs反社会勢力〜（2020年11月） - 黒龍会幹部 水原考也